# Saint-Alban-d'Ay
 Saint-Alban-d'Ay é uma comuna francesa na região administrativa de Auvérnia-Ródano-Alpes, no departamento de Ardèche. Estende-se por uma área de 23,73 km². Em 2010 a comuna tinha 1 428 habitantes (densidade: 60,2 hab./km²).